# Герб Забайкальского края
Герб Забайкальского края является символом Забайкальского края. Он полностью идентичен гербу Читинской области.
Закон о гербе и флаге Забайкальского края принят Законодательным собранием региона 11 февраля 2009 года. Несмотря на то, что над разработкой символики региона в течение полугода работала комиссия, герб и флаг Забайкальского края полностью скопированы с герба и флага Читинской области.
Закон о флаге и гербе Забайкальского края опубликован в газете «Забайкальский рабочий» 18 марта 2009 года и вступил в силу в первый день рождения Забайкальского края — 1 марта 2009 года (Забайкальский край образован 1 марта 2008 года в результате объединения Читинской области и Агинского Бурятского автономного округа).

## Описание и обоснование символики
Герб Забайкальского края выполнен на геральдическом щите, имеющем соотношение сторон 8:9:
В  золотом поле четырехугольного, с закругленными нижними углами,
заостренного в оконечности щита летящий геральдически влево (вправо от
зрителя,   стоящего   лицом   к  щиту)  повышенный  червленый  орел  с
серебряными  глазами,  клювом  и лапами, червленым языком, воздевший и
распростерший  крылья  и держащий в лапах червленый лук тетивой вниз и
червленую,  с  серебряными оперением и наконечником стрелу в пояс. Под
сердцем   щита   -  щит  исторического  герба  Забайкальской  области,
утвержденного  12 апреля  1859 года  императором  Александром  II:  "В
золотом    поле   восьмиконечный   палисад,   червленый   с   зеленью,
сопровождаемый  вверху  червленою  буйволовою  головою  с  серебряными
глазами и языком". Щит обрамлен червленой Александровской лентой.
При исполнении герба применены два геральдических цвета (финифти): червлень (красный) и зелень (зеленый); и два цвета металла: золото и серебро.
- Червлень (красный) символизирует храбрость, мужество, неустрашимость
- Зелень (зеленый) символизирует надежду, радость, изобилие
- Золото — символ богатства, справедливости
- Серебро — символ добра, независимости

Герб составлен по геральдическим правилам и выполнен в стиле исторической знаково-геральдической системы. Он является своеобразным памятником истории и культуры края.
- Центральный элемент герба, его главный символ — орел — взят с государственной печати «Сибирские земли Даурских острогов» 1692 года, в прошлом это являлось традицией в создании Российских территориальных гербов.

Орел — древний официальный символ сибирской земли. Основные восточно-сибирские города XVII—XVIII столетий (Иркутск и Якутск), а также города Нерчинского воеводства (Нерчинск и Албазин) в качестве своих государственных символов имели изображение одноглавого орла.
Изображение летящего орла символизирует героические поколения первопроходцев, которые осваивали эту землю, возводили в ней города, поселения, строили Транссиб, охраняли и защищали рубежи Отечества.
- Лук со стрелой в когтях орла символизирует мощь и неприкосновенность восточных рубежей России, а положение лука тетивой вниз означает употребление его в оборонительных целях.
- Геральдический щит кроме главного символа (орла) включает в себя геральдический щит герба города Читы, как центра данной территории.

Щит герба областного города полностью идентичен щиту исторического герба бывшей Читинской области, частью которой является современная территория Забайкальского края.

## История
- Герб Читинской области (1995—2008)
- Герб Агинского Бурятского автономного округа (2003—2008)